# When the heartache is over
When the heartache is over is een single van Tina Turner. Het nummer is afkomstig van haar comeback-studioalbum Twenty Four Seven. In Nederland kwam de single uit in oktober 1999 en werd haar laatste Top 40-hit. Het nummer behaalde de eerste plaats in de Finse hitlijst.

## Hitnoteringen

### Nederlandse Top 40
| Positie: | 31 | 23 | 21 | 18 | 24 | 26 | 30 | uit |

### NederlandseMega Top 100
| Hitnotering: 23-10-1999 t/m 22-01-2000 | Hitnotering: 23-10-1999 t/m 22-01-2000 | Hitnotering: 23-10-1999 t/m 22-01-2000 | Hitnotering: 23-10-1999 t/m 22-01-2000 | Hitnotering: 23-10-1999 t/m 22-01-2000 | Hitnotering: 23-10-1999 t/m 22-01-2000 | Hitnotering: 23-10-1999 t/m 22-01-2000 | Hitnotering: 23-10-1999 t/m 22-01-2000 | Hitnotering: 23-10-1999 t/m 22-01-2000 | Hitnotering: 23-10-1999 t/m 22-01-2000 | Hitnotering: 23-10-1999 t/m 22-01-2000 | Hitnotering: 23-10-1999 t/m 22-01-2000 | Hitnotering: 23-10-1999 t/m 22-01-2000 | Hitnotering: 23-10-1999 t/m 22-01-2000 | Hitnotering: 23-10-1999 t/m 22-01-2000 |
| Week:                                  | 1                                      | 2                                      | 3                                      | 4                                      | 5                                      | 6                                      | 7                                      | 8                                      | 9                                      | 10                                     | 11                                     | 12                                     | 13                                     |                                        |
| -------------------------------------- | -------------------------------------- | -------------------------------------- | -------------------------------------- | -------------------------------------- | -------------------------------------- | -------------------------------------- | -------------------------------------- | -------------------------------------- | -------------------------------------- | -------------------------------------- | -------------------------------------- | -------------------------------------- | -------------------------------------- | -------------------------------------- |
| Positie:                               | 43                                     | 23                                     | 25                                     | 33                                     | 33                                     | 34                                     | 39                                     | 41                                     | 47                                     | 53                                     | 62                                     | 72                                     | 91                                     | uit                                    |

### VlaamseUltratop 50
| Hitnotering: 23-10-1999 t/m 08-01-2000 | Hitnotering: 23-10-1999 t/m 08-01-2000 | Hitnotering: 23-10-1999 t/m 08-01-2000 | Hitnotering: 23-10-1999 t/m 08-01-2000 | Hitnotering: 23-10-1999 t/m 08-01-2000 | Hitnotering: 23-10-1999 t/m 08-01-2000 | Hitnotering: 23-10-1999 t/m 08-01-2000 | Hitnotering: 23-10-1999 t/m 08-01-2000 | Hitnotering: 23-10-1999 t/m 08-01-2000 | Hitnotering: 23-10-1999 t/m 08-01-2000 | Hitnotering: 23-10-1999 t/m 08-01-2000 | Hitnotering: 23-10-1999 t/m 08-01-2000 | Hitnotering: 23-10-1999 t/m 08-01-2000 | Hitnotering: 23-10-1999 t/m 08-01-2000 |
| Week:                                  | 1                                      | 2                                      | 3                                      | 4                                      | 5                                      | 6                                      | 7                                      | 8                                      | 9                                      | 10                                     | 11                                     | 12                                     |                                        |
| -------------------------------------- | -------------------------------------- | -------------------------------------- | -------------------------------------- | -------------------------------------- | -------------------------------------- | -------------------------------------- | -------------------------------------- | -------------------------------------- | -------------------------------------- | -------------------------------------- | -------------------------------------- | -------------------------------------- | -------------------------------------- |
| Positie:                               | 45                                     | 19                                     | 17                                     | 23                                     | 24                                     | 26                                     | 30                                     | 34                                     | 35                                     | 40                                     | 43                                     | 43                                     | uit                                    |